# Соболєв Олександр Сергійович
Олександр Сергійович Соболєв (рос. Александр Сергеевич Соболев, нар. 7 березня 1997, Барнаул) — російський футболіст, нападник клубу «Спартак» (Москва) та збірної Росії.

## Клубна кар'єра

### Ранні роки
Народився 7 березня 1997 року в місті Барнаул. Вихованець футбольної школи клубу «Динамо» (Барнаул).. У 2015 році виступав за другий склад команди в третьому дивізіоні
Перед початком сезону 2016/17 перейшов у футбольний клуб «Том» і почав виступати за молодіжну команду. В осінній частині молодіжної першості забив 9 голів у 15 матчах. 21 листопада 2016 року вперше потрапив до заявки на матч Прем'єр-ліги проти «Терека», але на поле не вийшов.
5 грудня 2016 року дебютував у Прем'єр-лізі, вийшовши в основному складі «Томі» у гостьовій грі проти «Уфи». 10 квітня 2017 року забив дебютний гол у домашньому матчі проти казанського «Рубіна», який закінчився нічиєю 2:2. Свій перший гол футболіст присвятив синові. Всього в дебютному сезоні Олександр забив три голи за томський клуб.

### «Крила Рад» і оренда в «Єнісей»

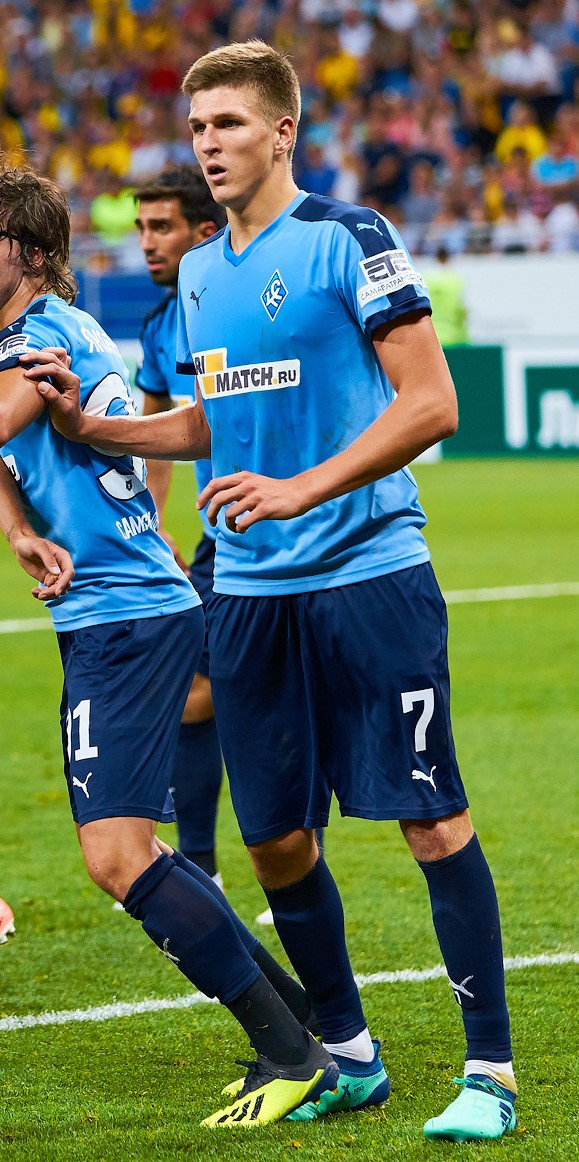
Олександр Соболєв під час виступів за «Крила Рад». 12 серпня 2018 року.

29 грудня 2017 року підписав контракт на чотири роки з самарським клубом «Крила Рад», який на той момент виступав у футбольній Національній лізі, другому дивізіоні країни. Перший свій м'яч забив 4 березня 2018 року в першому матчі після зимової перерви — у виїзній грі проти петербурзького «Динамо». Перший хет-трик в кар'єрі оформив 7 квітня 2018 року у ворота «Спартака-2». Всього у весняній частині першості ФНЛ 2017/18 провів за самарський клуб 12 матчів, у тому числі десять ігор в основному складі, в яких забив сім м'ячів. «Крила Рад» вийшли в Прем'єр-лігу, але в осінній частині чемпіонату 2018/19 Соболєв рідко з'являвся в основному складі, частіше виходячи на заміну або залишаючись в запасі і забив всього один м'яч. В результаті на початку 2019 року на правах оренди до кінця сезону 2018/19 перейшов у «Єнісей», якому, втім, не зміг допомогти піти з останнього місця в турнірній таблиці Прем'єр-ліги і не вилетіти до Футбольної національної ліги.
З початку сезону 2019/20 повернувся до основного складу «Крил Рад». У першому турі в Самарі зробив дубль у ворота ЦСКА (2: 0). За підсумками липня 2019 року (три м'ячі і одна передача в трьох матчах) був визнаний найкращим футболістом місяця в російській Прем'єр-лізі, ставши першим в історії гравцем «Крил Рад», який отримав цю нагороду. У серпні забив по м'ячу у ворота «Локомотива» (1:2), «Уралу» (3:1) і «Спартака» (1:2). У трьох вересневих матчах чемпіонату Росії забив по м'ячу у ворота «Краснодара» (2:4) і «Тамбова» (2:0). 5 жовтня в матчі 12-го туру РПЛ проти «Сочі» (2:0) забив два м'ячі.

### «Спартак» (Москва)
29 січня 2020 року Соболєв перейшов в московський «Спартак» на правах оренди, угода розрахована до кінця сезону 2019/20. Вартість оренди склала 500 тис. євро, крім того в угоді була прописана сума викупу прав на футболіста після закінчення сезону за 4,5 млн євро, також з літа зарплата Соболєва в «Спартаку» повинна була скласти близько 1,8 млн євро за сезон плюс бонуси за командні досягнення, вона виросла в 5 разів у порівнянні з «Крилами» (2,2 мільйона рублів в місяць).

#### Сезон 2019/20
31 січня 2020 року Соболєв провів своє перше тренування в «Спартаку» на зборі в Катарі. 8 лютого 2020 року в матчі 3-го туру товариського турніру в Катарі Кубку «Паріматч» Прем'єр проти белградського «Партизана» (3:2) на 48-й хвилині матчу забив м'яч і допоміг своїй новій команді домогтися перемоги на турнірі. Дебютував за «Спартак» на офіційному рівні 29 лютого 2020 року в гостьовому матчі 20-го туру чемпіонату Росії проти московського «Динамо» (2:0). Олександр вийшов у стартовому складі і на 29-й хвилині матчу зробив гольову передачу на Зелімхана Бакаєва.
18 травня 2020 року «Спартак» викупив у «Крил Рад» трансфер Олександра Соболєва і уклав з ним довгостроковий контракт. Зарплата Соболєва в «Спартаку» стала становити 1,2 мільйона євро на рік. 20 червня 2020 року в гостьовому матчі 23-го туру чемпіонату Росії проти тульського «Арсеналу» (3:2) з передачі Зелімхана Бакаєва забив свій перший м'яч за «Спартак». 15 липня 2020 року в домашньому матчі 29-го туру чемпіонату Росії проти «Ахмата» (3:0) на 81-й хвилині матчу з передачі Самуеля Жиго забив м'яч. 19 червня 2020 року в півфіналі Кубка Росії проти петербурзького «Зеніту» (1:2) на 45-й хвилині матчу з передачі Зелімхана Бакаєва забив м'яч. Всього в сезоні 2019/20 за «Спартак» провів 13 матчів (11 в РПЛ і 2 в Кубку Росії), забив 3 м'ячі (2 в РПЛ і 1 в Кубку Росії) і зробив 3 гольові передачі (2 в РПЛ і 1 в Кубку Росії).

## Виступи за збірні
17 січня 2018 року Соболєв вперше отримав виклик до складу молодіжної збірної Росії. На молодіжному рівні зіграв у 2 офіційних матчах.
6 жовтня 2019 року через травму Федора Смолова вперше отримав виклик до національної збірної Росії, але на поле не вийшов.

## Статистика виступів

### Статистика клубних виступів
| Сезон                          | Команда                        | Чемпіонат                      | Чемпіонат | Чемпіонат | Національний кубок | Національний кубок | Національний кубок | Континентальні кубки | Континентальні кубки | Континентальні кубки | Інші змагання | Інші змагання | Інші змагання | Усього | Усього | Усього |
| Сезон                          | Команда                        | Ліга                           | Ігор      | Голів     | Ліга               | Ігор               | Голів              | Ліга                 | Ігор                 | Голів                | Ліга          | Ігор          | Голів         | Ігор   | Голів  |        |
| ------------------------------ | ------------------------------ | ------------------------------ | --------- | --------- | ------------------ | ------------------ | ------------------ | -------------------- | -------------------- | -------------------- | ------------- | ------------- | ------------- | ------ | ------ | ------ |
| 2016–17                        | «Том»                          | ПЛ                             | 13        | 3         | КР                 | 0                  | 0                  | -                    | -                    | -                    | -             | -             | -             | 13     | 3      |        |
| 2017-січ. 2018                 | «Том»                          | ФНЛ                            | 24        | 6         | КР                 | 3                  | 3                  | -                    | -                    | -                    | -             | -             | -             | 27     | 9      |        |
| Усього за «Том»                | Усього за «Том»                | Усього за «Том»                | 37        | 9         |                    | 3                  | 3                  |                      | -                    | -                    |               | -             | -             | 40     | 12     |        |
| січ.-черв. 2018                | «Крила Рад» (Самара)           | ФНЛ                            | 12        | 8         | КР                 | -                  | -                  | -                    | -                    | -                    | -             | -             | -             | 12     | 8      |        |
| 2018–19                        | «Крила Рад» (Самара)           | ПЛ                             | 6         | 1         | КР                 | 1                  | 1                  | -                    | -                    | -                    | -             | -             | -             | 7      | 2      |        |
| Усього за «Крила Рад» (Самара) | Усього за «Крила Рад» (Самара) | Усього за «Крила Рад» (Самара) | 18        | 9         |                    | 1                  | 1                  |                      | -                    | -                    |               | -             | -             | 19     | 10     |        |
| Усього за кар'єру              | Усього за кар'єру              | Усього за кар'єру              | 55        | 18        |                    | 4                  | 4                  |                      | -                    | -                    |               | -             | -             | 59     | 22     |        |

## Титули і досягнення
- Володар Кубка Росії (1):

«Спартак» (Москва): 2021-22